# Julijana Matanović
Julijana Matanović (Gradačac, BiH, 6. travnja 1959.) hrvatska je književnica i sveučilišna profesorica, bivša suradnica Hrvatske akademije znanosti i umjetnosti.  

## Životopis
Rodom je šokačka Hrvatica. Rođena je u Gradačcu, u Bosni i Hercegovini 6. travnja 1959. godine. Od 1962. godine živi u Hrvatskoj, odrastajući u Slavoniji (Đurđenovac i Osijek). U Đurđenovcu je pohađala osnovnu školu, a gimnaziju završila u obližnjim Našicama. Studirala je jugoslavenske jezike i književnost te diplomirala 1982. godine na Pedagoškom fakultetu Sveučilišta u Osijeku. Magistrirala je na Filozofskom fakultetu Sveučilišta u Zagrebu na temi „Primarna i sekundarna generička obilježja u Đorđićevim Uzdasima Mandaljene pokornice”, a doktorirala 1998. godine na temi „Povijesni roman u hrvatskoj književnosti XX. stoljeća”. Do 2019. godine predaje na Katedri za noviju hrvatsku književnost Odsjeka za kroatistiku Filozofskog fakulteta Sveučilišta u Zagrebu. Godine 2014. postaje članicom suradnicom Hrvatske akademije znanosti i umjetnosti.
Matanović je 2024. godine iz HAZU izbačena, s objašnjenjem da tijekom svoga desetogodišnjeg članstva »nije napredovala«. Matanović se požalila da joj Predsjedništvo Akademije »napredovati nije dalo« unatoč prijedlozima Razreda za književnost zbog navodnog sukoba interesa svojstvenog njenoj udaji za akademika Pavla Pavličića.

## Književnost
Proza joj je prevođena na slovenski, njemački, slovački, češki, ukrajinski, makedonski i bugarski jezik. Napisala je više od dvjesto ogleda, eseja i književnih kritika. Suautorica je knjige kritičkih čitanja Četiri dimenzije sumnje (1988.) te autorica četiriju stručnih knjiga s područja književno povijesne i književnokritičke problematike: Barok iz suvremenosti gledat, Ključ za interpretaciju književnog djela – Ivan Gundulić, Prvo lice jednine, Lijepi običaji te Krsto i Lucijan. Njena zbirka priča I na početku i na kraju bijaše kava (2014.) nagrađena je godišnjom književnom nagradom Ksaver Šandor Gjalski za najbolje prozno ostvarenje.

#### Romani i pripovijetke
U književnosti se javlja romanom/zbirkom pripovijetki "Zašto sam vam lagala" (1997.) koji postaje bestseler i doživljava 14 izdanja. Kombinira autobiografske elemente s fikcionalnom nadgradnjom. Premda autobiografski intoniran, idući roman Julijane Matanović "Bilješka o piscu" nije u pravom smislu autobiografska proza. Karakterizira ga snažan emocionalni stil i vješto pripovjedanje o iskušavanju sudbine na vlastitoj koži. Također je doživio brojna izdanja i vrlo dobar prijem čitateljske publike. Intertekstualni i metafikcionalni roman "Tko se boji lika još" (2008.) spaja različite diskurse i opisuje se kao jedno od originalnijih djela hrvatske književnosti. Brojni likovi iz domaće književnosti se u ovom proznom djelu oslobađaju ambijenta i konteksta u koji su ih smjestili njihovi autori. Likovi poput Tene, Breze, Štefice Cvek i šegrta Hlapića izlaze iz okvira književnog teksta u kojem su nastali i oslobađaju se volje svojih autora. Knjiga je koncipirana u tri dijela. Uvod i okvir čini priča o studentici književnosti koja godinama neuspješno sprema završni ispit na studiju. Slijedi popis zadane lektire, u koji su unesene intervencije protagonistice i podvučeni naslovi koje je "obradila" za ispit. Treći dio je njen dnevnik čitanja hrvatske proze 19. i 20. stoljeća u kojem esejističke analize kreću iz perspektive nekog od likova. Likovi komentiraju svoj dosadašnji položaj u književnosti, a nerijetko izlaze iz knjige i ocjenjuju pojave suvremenog hrvatskoga društva. Šegrt Hlapić, primjerice, dolazi u kazalište "Trešnja", međutim tamo nije prepoznat jer djeca očekuju miša iz crtića, a ne lik iz knjige.
"Knjiga od žena, muškaraca, gradova i rastanaka" (2009.), nagrađena Kiklopom za najbolje prozno djelo godine, se sastoji od 12 priča, razdijeljenih u cjeline o ženama, muškarcima, gradovima i rastancima, ujedinjeno i veznim nitima. Priče su bogate detaljima, emocijama i drhtavom atmosferom. Tom se knjigom Julijana Matanović vraća stilu pripovijedanja koji ju je učinio jednom od najčitanijih suvremenih hrvatskih spisateljica. "Cic i svila" je autorski izbor priča iz cijelog opusa. U zbirku su uvrštene i dvije dotad neobjavljene priče Gore i gore i Pokora. Knjigu džepnog formata je ilustrirao nagrađivani Tomislav Torjanac. "Samo majka i kći" je zbirka priča o životu obitelji koju čine samo majka i kći. Zgode iz svakodnevnog života i neobična pitanja koja djevojčica često postavlja majci dirljivo je i duhovito štivo o obitelji i rodbini, prijateljima, poznanicima, o nepoznatim ljudima i djeci s kojima se autorica slučajno susrela, dotičući se i velikih događaja nacionalne povijesti, od socijalističkoga naslijeđa Drugoga svjetskog rata i Hrvatskog proljeća do Domovinskog rata i poslijeratne tranzicije. Autorica u njoj otkriva vlastitu izmještenost i nepodnošljiv osjećaj nepripadanja, ali i potrebu da, pozicionirajući i identificirajući sebe, osigura poziciju i identitet svojoj kćeri. "Božićna potraga" je zbirka pripovijedaka o običnosti Božića koji je samo još jedan dan u godini, ali i o neobičnosti potrebe ljudskog bića za toplinom i ljubavlju u svakom danu koji živi.

#### Knjige eseja i feljtona, stručne knjige
"Lijepi običaji" (2000.) po riječima autorice zaokružuje njenu desetogodišnju praksu pisanja pogovora. U deset tekstova Matanović se osvrće na književna djela suvremenih hrvatskih prozaika. Izmjenjuje znanstveni jezik književne teorije i intimizirani ton prvog lica jednine. Tako se autorica nalazi čas unutar strogih zakonitosti i hladnog teorijskog instrumentarija književnoznanstvene struke, čas u okvirima eksplicitno subjektivnog izričaja, što ga sugerira mjestimice poetizirana interpretacija spomenutih djela. 
"Kao da smo otac i kći" (2003.) sadrži dvadeset i devet feljtona okupljenih oko tematske riječi prepoznavanje. U svakom se tekstu polazi od jedne životne situacije koja dovodi do književnog teksta na istu temu. Zbog toga se tekstovi mogu čitati i kao priče i kao književne kritike, ali i kao ispovijed osobe koja upozorava na krhku granicu između zbilje i literature. Autoričine opservacije o prozama Zlatka Crnkovića, Irfana Horozovića, Gorana Tribusona, Michaela Ondaatjea, Miljenka Jergovića, Andreje Zlatar, Nedjeljka Fabrija, Alessandra Baricca, Slavenke Drakulić, Irene Vrkljan, Vilme Vukelić, Zore Dirnbach, Jurice Pavičića i drugih predstavljaju polazište za novu priču iz života kroz koju se zrcali prepoznatljiv pripovjedački stil. 
"Krsto i Lucijan" (2003.) je knjiga rasprava i eseja o hrvatskom povijesnom romanu kojom autorica otkriva predmet svojih znanstvenih interesa. Krsto (junak romana Vuci, Milutina Cihlara Nehajeva) i Lucijan (lik Fabrijevih romana) rasprave su o hrvatskim povijesnim romanima i romanima o povijesti. U središtu znanstvenog interesa našli su se, kroz dvanaest rasprava August Šenoa, Ksaver Šandor Gjalski, Eugen Kumičić, Milutin Cihlar Nehajev, Velimir Deželić, Svevlad Slamnig, Pavao Pavličić, Ludwig Bauer, Neda Miranda Blažević, Ratko Cvetnić i Josip Mlakić. Rasprave se, gotovo narativno, naslanjaju jedna na drugu i ujedinjuju u cjelinu koja jasno pokazuje promjenu u odnosu prema povijesti. Oponašajući model romana o povijesti, autorica rasprave slaže po načelu sličnosti, a ne kronologije.
"Laura nije samo anegdota" (2005.) je knjiga lirskih eseja koju karakterizira autoričin "profinjeni, filigranski stil pripovijedanja o sjećanjima, čežnji i propuštenim ljubavima". Alida Bremer u pogovoru bilježi "Sjećanje je moguće održavati samo zapisivanjem. A ono čega se ne sjećamo nema nikavog značenja i zato je literatura važnija od života, zato što mu ovo značenje može podariti."
"sumnja.strah@povijest.hr" je knjiga seja iz hrvatske književnosti. Autorica se intertekstualno povezuje s omiljenim autorima, piscima: Julianom Barnesom, Antunom Šoljanom, Nedjeljkom Fabriom, Miljenkom Jergovićem, Semezdinom Mehmedinovićem, Jasminom Imamovićem, Stjepom Martinovićem. Tu je i priča o romanu 'Toranj' Ivana Kušana, umjesto nekrologa. Fusnota otkriva da je autorica doznala za Kušanovu smrt upravo kada je trebala poslati gotov rukopis. Putem njegova klasičnog romana 'Toranj' razradila je, ili literarnom prozom izrazila, čemu sve može poslužiti intertekstualnost. Na primjeru Ivana Kušana i njegova cjelokupna djela, za djecu i za odrasle, prikazala je sve što teorijski pokriva i /ili razotkriva modernizam, postmodernizam, poststrukturalizam. Osim kroz djela, riječi i misli spomenutih pisaca, povijesnošću u literaturi bavila se ponajviše na primjeru Nedjeljka Fabrija. Posvećuje mu stotinjak stranica na kojima ispisuje svojevrsnu historičnu rekapitulaciju, egzistencijalni rezime i umjetnosni repetitorij njegovih sabranih djela. Pri tome ne odustaje od literarno-umjetnički intoniranog ogleda istih.

#### Edukativne i angažirane knjige
U knjizi "Mine - Kobni korak" (2003.) autorice Julijana Matanović i Reine-Marguerite Bayle progovaraju o sudbinama djece koja su nagazila na minu. Njihove sudbine slične su, iako pripadaju vrlo različitim kulturama i dijele ih goleme prostorne udaljenosti (Kambodža, Mozambik, Bosna). Knjiga je metodološki i odgojno oblikovana te nakon potresnih priča, pregledno i jasno informira o svemu što je važno znati u vezi s minama. Autorice se obraćaju onima koji umanjuju ozbiljnost problema i onima koji smatraju da je sve to prenaglašeno kao i onima koji ništa i ne slute. "One misle da smo male" je zabavno-edukativni roman za tinejdžersku populaciju, nastao u koautorstvu s dr. Ankom Dorić 2010., o mogućnostima prevencije i liječenja HPV infekcija i njihovih posljedica, posebno raka vrata maternice. Napisala je priču za zbirku "Ispod stola - Najljepše antikorupcijske priče", nastalu u sklopu projekta "Knjigom po korupciji" kojeg su realizirali Transparency International Hrvatska i izdavačka kuća V.B.Z. Priče inspirirane korupcijom ili o korupciji napisali su i Vlado Bulić, Ivica Đikić, Zoran Ferić, Jurica Pavičić, Edo Popović, Ivana Simić-Bodrožić, Olja Savičević-Ivančević, Tena Štivičić i Ivan Vidić, a uvršteno je i pet najboljih priča koje su neobjavljivani autori (Darko Šeparović, Nenad Dragaš, Andrea Žigić-Dolenec, Ksenija Kušec i Jadranko Pušić) poslali na natječaj.

#### Priredila
Priredila je izbor kratkih priča iz realizma i moderne pod naslovom "Još uvijek lijepe", koji donosi najbolje od najboljeg iz hrvatske novelistike, ukupno 20 priča iz pera klasika hrvatske književnosti, od Adolfa Vebera Tkalčevića i Augusta Šenoe do Antuna Gustava Matoša i Ivane Brlić-Mažuranić. Zbirka obuhvaća širok raspon tema: od ljubavnih i obiteljskih odnosa, preko socijalne tematike do različitih osobnih sudbina. Podnaslovljen s »Dvadeset priča: od Dragojle Jarnević do Ivane Brlić-Mažuranić« Matanović je s dvije spisateljice uokvirila pedeset godina, dopisavši predgovor koji izgovara muškarac. Lik iz predgovora, muškarac iz velikoga grada, književni kritičar, teoretičar i povjesničar, progovara iskreno, iz razočarane pozicije.

## Djela (izbor)
- "Četiri dimenzije sumnje", (Julijana Matanović, Vlaho Bogišić, Krešimir Bagić, Miroslav Mićanović), 1988.
- "Barok iz suvremenosti gledat", zbirka rasprava o baroknoj književnosti, 1992.
- "Ključ za interpretaciju književnog djela - Ivan Gundulić", 1993.
- "Zašto sam vam lagala", roman/zbirka pripovjedaka, 1997.
- "Bilješka o piscu", neljubavni roman, 2000.
- "Lijepi običaji", knjiga pogovora, 2000.
- "Tko se boji lika još", roman, 2008.
- "Završen krug", proza, grafička mapa, s Majom S. Franković, 2005.
- "Kao da smo otac i kći", 2003.
- "Krsto i Lucijan", knjiga rasprava i eseja o hrvatskom povijesnom romanu, 2003.
- "Mine - Kobni korak" (u suautorstvu s Reine-Marguerite Bayle), 2003.
- "Laura nije samo anegdota", knjiga lirskih eseja, 2005.
- "Knjiga od žena, muškaraca, gradova i rastanaka", zbirka priča, 2009. (nagrada Kiklop za najbolje prozno djelo godine)
- "Još uvijek lijepe", izbor kratkih priča iz realizma i moderne, 2009.
- "O čemu ti to govoriš", knjiga pripovijetki, 2010.
- "One misle da smo male", zabavno-edukativni roman, s dr. Ankom Dorić, 2010. (dobitnik književne nagrade Društva hrvatskih književnika za najbolje prozno djelo za djecu i mladež, dobitnik nagrade Kiklop i brojnih drugih
- "Ispod stola - Najljepše antikorupcijske priče", 2011.
- "Cic i svila", autorski izbor priča iz cijelog opusa, 2011.
- "Samo majka i kći", zbirka priča, 2012.
- "Božićna potraga", zbirka priča, 2012.
- "sumnja.strah@povijest.hr", knjiga eseja iz hrvatske književnosti, 2012.
- "I na početku i na kraju bijaše kava", zbirka priča i memoarskih zapisa, 2014.
- "Rečeno – učinjeno", roman za djecu, 2015.
- "Vezanje tenisica s jednom nepoznanicom", roman za djecu, 2017.
- "Bilješka o piscu", 2017.
- "Ljute godine", zbirka tekstova objavljenih na društvenim mrežama, 2019.
- "Rođena na Božić", zbirka priča, 2019.
- "Knjiga o Fabriju", 2020.
- "Djeca na daljinu", zbirka priča, 2020.

## Nagrade
- 7 sekretara SKOJ-a (1989.)
- Josip i Ivan Kozarac (1997.)
- Julije Benešić (2004.)
- Kiklop (2009.)
- Anto Gardaš (2011.)
- Nagrada Mali princ (2011.)
- Kiklop (2011.)
- Nagrada Biser mudrosti (2012), Europske udruge raka vrata maternice - ECCA.
- Nagrada Ksaver Šandor Gjalski za proznu knjigu "I na početku i na kraju bijaše kava" (2014.)
- Nagrada Josip i Ivan Kozarac za najbolju proznu knjigu za 2020. godinu za "Djeca na daljinu" (2021.)
- Nagrada za životno djelo Nagrade Josip i Ivan Kozarac (2022.)